# Iberdrola (equipo ciclista)
El Iberdrola, también conocido como Iberdrola-Loinaz, fue un equipo ciclista español de categoría amateur, registrado en el País Vasco, que tenía como patrocinador principal a Iberdrola. Competía fundamentalmente en el calendario vasco-navarro, donde se encontraban algunas de las carreras más prestigiosas en dicha categoría a nivel nacional. La formación actuaba como vivero o filial del equipo ciclista profesional ONCE dirigido por Manolo Saiz, y sus ciclistras provenían tanto del País Vasco y Navarra como de otras comunidades autónomas, quienes acudían al equipo para correr el exigente calendario vasco-navarro y dar el salto al profesionalismo, atraídos además por la relación del equipo con la ONCE; esos ciclistas foráneos compartían piso en localidades como Azpeitia.
Otro equipo con una función similar a la del Iberdrola para la ONCE, era el Olarra-Ercoreca para la Fundación Euskadi.
Entre los ciclistas que tras pasar en categoría amateur por el Iberdrola llegaron al campo profesional se encuentran Alberto Contador, Juanma Gárate, Joaquim Rodríguez y Xavier Florencio.